# 索布里格
索布里格（法語：Saubrigues，法語發音：[sobʁiɡ]）是法国朗德省的一个市镇，属于达克斯区。

## 地理
索布里格（43°36'38"N, 1°18'52"W）面积21.44 平方千米，位于法国新阿基坦大区朗德省，该省份为法国西南部沿海省份，是法國本土面积第二大的省，北起吉倫特省，西临大西洋，南至大西洋比利牛斯省，东临热尔省，东北与洛特-加龍省接壤。
与索布里格接壤的市镇（或旧市镇、城区）包括：贝内斯马雷讷、奥尔克斯、圣安德烈德塞尼昂、圣让德马萨克、圣马丹德安克斯、圣樊尚德蒂罗斯。

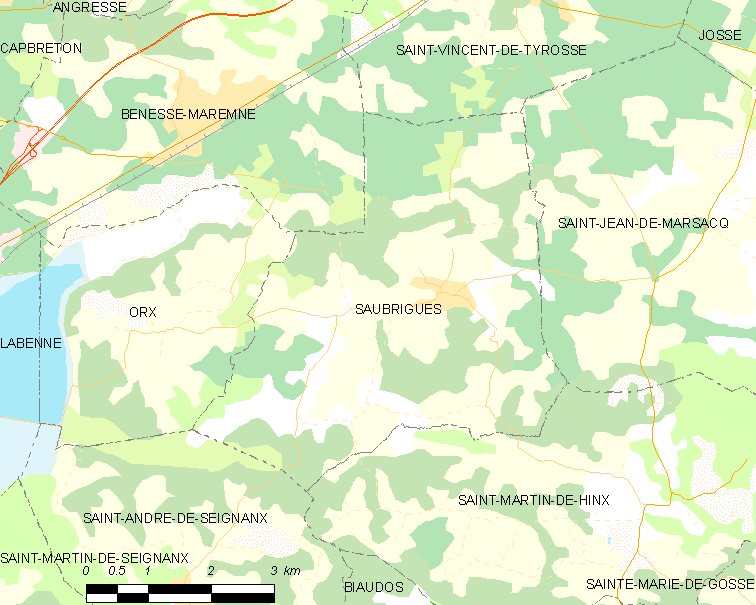
索布里格的OSM定位图

索布里格的时区为UTC+01:00、UTC+02:00（夏令时）。

## 行政
索布里格的邮政编码为40230，INSEE市镇编码为40292。

## 政治
索布里格所属的省级选区为蒂罗斯地区县。

## 人口

1962-2008年间索布里格人口变化图示

索布里格于2022年1月1日时的人口数量为1605人。